# Incident de Nagasaki

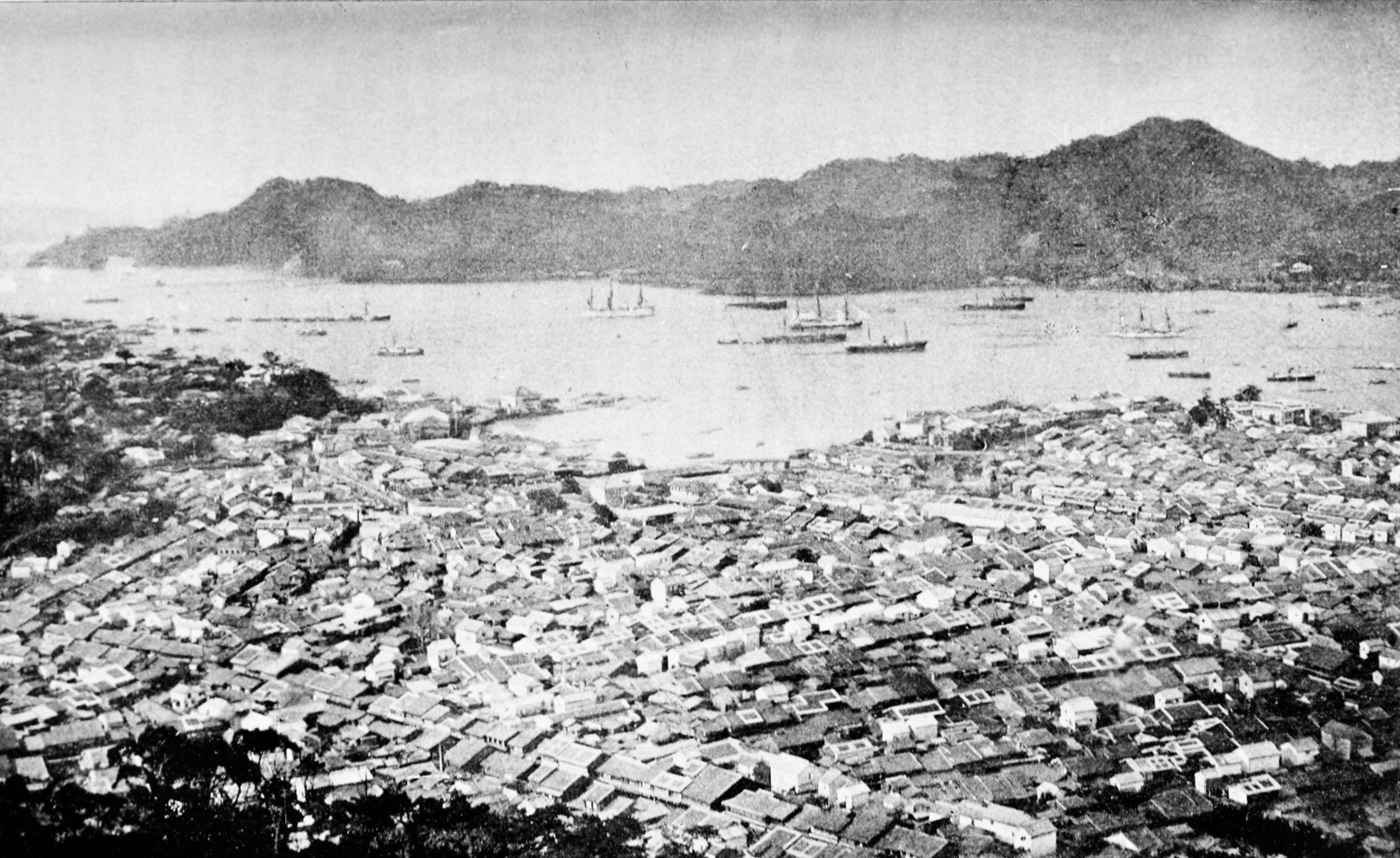
Port Nagasaki (1893)

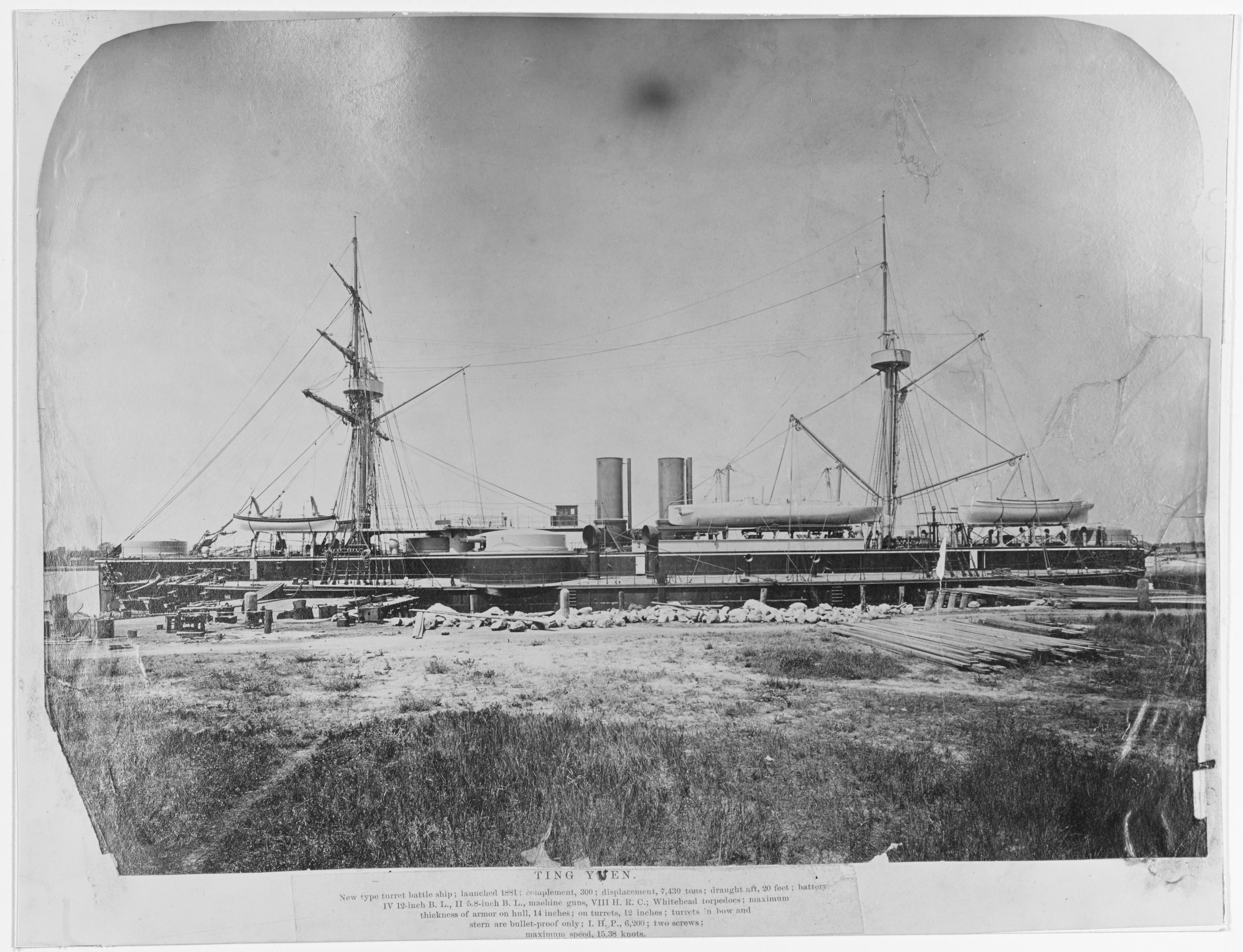
Dingyuan (定遠)

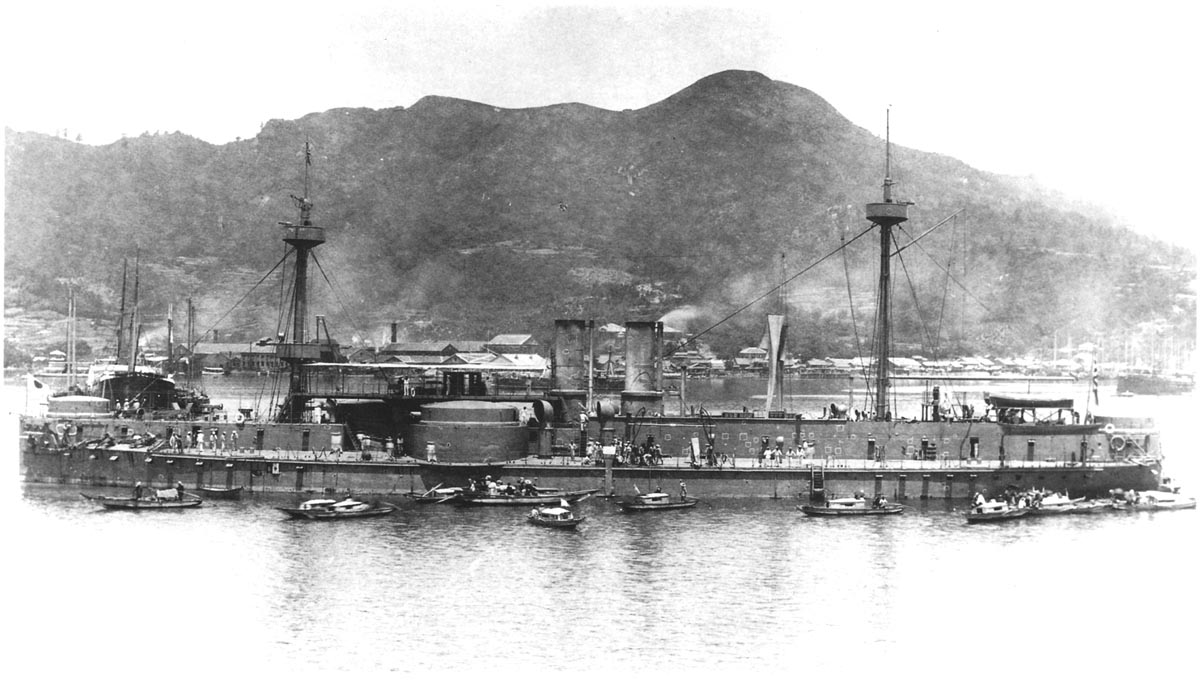
Zhenyuan (鎮遠)

L'incident de Nagasaki (長崎事件, Nagasaki Jiken) est le nom donné à une émeute survenue dans la ville japonaise de Nagasaki en août 1886 et qui fut déclenchée par le débarquement de soldats chinois de la dynastie Qing.

## Les faits
Le 1er août 1886, quatre navires de guerre chinois, le Dingyuan, le Zhenyuan, le Saien et le Weiyuan, se trouvent à Nagasaki pour y subir des réparations.
Le 13 août, 500 marins chinois débarquent à terre. Ils se rendent alors dans le quartier chaud de la ville et commencent à troubler l'ordre en cassant et dévalisant des commerces. Ivres, ils se mirent à poursuivre les femmes et les enfants de la zone. Les policiers de la préfecture de Nagasaki arrivent sur place pour les arrêter. Un combat s'engage alors avec les marins à coups d'épée et se conclut par la mort d'au moins 80 personnes de chaque côté. Les Chinois utilisaient des katana qu'ils avaient achetés dans des magasins d'antiquités.
Le 14 août, après une rencontre entre le gouverneur de la préfecture de Nagasaki, Kusaka Yoshio, et le consul de Chine, Xuan Cai, les navires chinois interdirent à leurs marins de descendre à terre en groupe, et pour les cas où ils descendraient tout seul, ils seraient accompagnés d'un officier. 
Le 15 août, en rupture avec les décisions prises la veille, environ 300 marins chinois débarquent à terre vers 13 heures. Certains avaient des épées et d'autres des clubs. Plusieurs urinent sur les murs d'un kōban (un petit poste de police de proximité) et frappent les policiers qui en sortent. Les 300 marins s'acharnent alors sur 3 policiers et en tuent un. Le chauffeur d'un pousse-pousse qui assistait à l'incident essaye alors de s'interposer ce qui engendre une plus grande confusion encore. D'autres policiers arrivent sur place pour faire cesser les troubles mais les marins commencent à les agresser. Du côté chinois, 1 officier est tué et 3 autres blessés et 3 marins sont tués et au moins 50 autres sont blessés. Du côté japonais, 3 officiers sont blessés, 2 gendarmes sont tués et 16 autres blessés. Plusieurs dizaines de civils japonais sont aussi blessés.

## Conséquences
Combiné avec le coup de Gapsin de 1884 en Corée, l'incident de Nagsaki réveilla le sentiment anti-chinois et est considéré comme une cause éloignée de la guerre sino-japonaise (1894-1895). Le politicien Tōyama Mitsuru fonda la société secrète Genyōsha qui prônait les droits souverains plus que les droits civils.
Après l'incident, les Qing ne présentèrent pas d'excuses au Japon, se sentant rassurés d'une attaque par la puissance de leur marine. À cette époque, les Qing possédaient le tout dernier modèle de navire de guerre, le Dingyuan, et pensaient que la marine japonaise ne faisait pas le poids, ce qui était effectivement le cas à ce moment mais qui changea radicalement en moins d'un décennie.
Les Qing demandèrent au gouvernement japonais que les marins chinois sur son territoire ne soient plus privés du droit de porter une épée, ce qui fut accepté. Le Japon engagea alors des négociations pour réduire les frictions et gagner du temps pour se préparer à un futur affrontement militaire.

## Source de la traduction
- (en) Cet article est partiellement ou en totalité issu de l’article de Wikipédia en anglais intitulé « Nagasaki Incident » (voir la liste des auteurs).